# Wielka Kumania

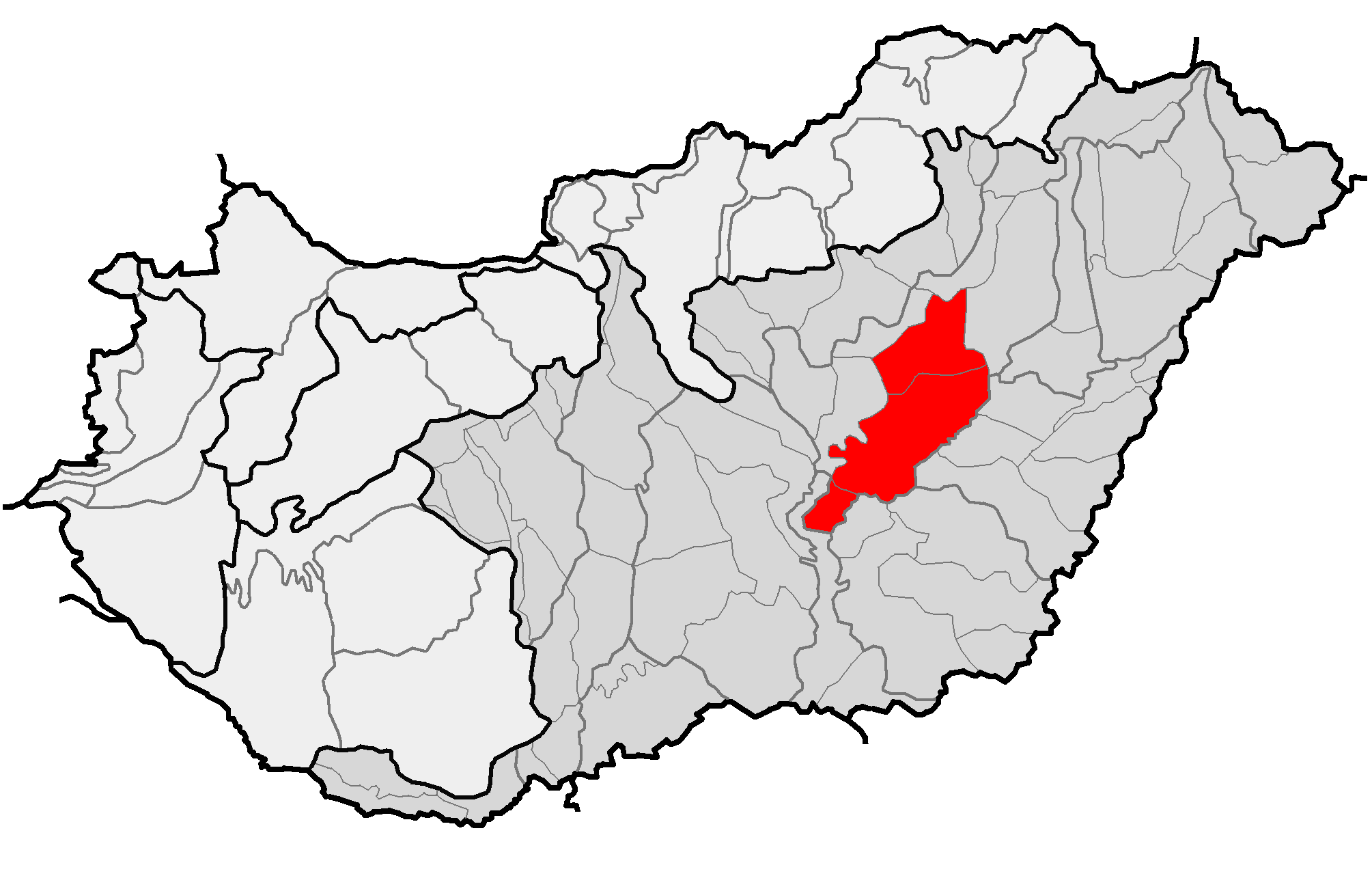
Położenie Wielkiej Kumanii na mapie Węgier

Herb Kumanii

Wielka Kumania (węg. Nagykunság) – równina we wschodnich Węgrzech, część Niziny Cisańskiej na Wielkiej Nizinie Węgierskiej. Pod względem administracyjnym w całości należy do komitatu Jász-Nagykun-Szolnok.
Wielka Kumania leży w centrum Wielkiej Niziny Węgierskiej, w widłach dolnego Kereszu i środkowej Cisy, na jej lewym brzegu. Na północy graniczy z podobnego charakteru równiną Hortobágy, na wschodzie z obniżeniami Wielkiego i Małego Sarrét. Nazwa regionu pochodzi od Kumanów (Połowców, który po najazdach mongolskich osiedlił się na stepach Wielkiej Niziny i do 1876 miał tu jedno z własnych autonomicznych terytoriów (drugim, wbrew nazwie większym, była Mała Kumania w międzyrzeczu Dunaju i Cisy).
Wielka Kumania stanowi rozległą, płaską równinę wzniesioną kilka metrów ponad poziom terasy zalewowej Cisy. Jest zbudowana z lessów, na których powstały wysokiej jakości czarnoziemy. W południowej części równiny, leżącej u ujścia Kereszu do Cisy, zwanej Tiszazug ("kąt Cisy"), występują piaski, a na nich nadrzeczne wydmy.
Wielka Kumania odznacza się najsuchszym i najbardziej kontynentalnym klimatem na Węgrzech. Opady roczne nie przekraczają 550 mm. Grunty rolne wymagają sztucznego nawadniania. Równinę przecina wielki kanał melioracyjny zbudowany podczas XIX-wiecznej melioracji Cisy – Główny Kanał Wielkokumański (Nagykunsági öntöző főcsátorna).
W stanie naturalnym Wielka Kumania miała charakter najbardziej zbliżony do wielkich stepów wschodnioeuropejskich. Ze względu na wysoką jakość gleb, mimo koniecznego nawadniania step został w całości przekształcony w grunty uprawne. Nad brzegami Cisy i Berettyó uprawia się ryż.
Region jest pozbawiony bogactw naturalnych (poza wodami mineralnymi – kąpieliska w Cserkeszőlő i w Berekfürdő), przemysłu (poza drobnym przemysłem spożywczym) i większych ośrodków miejskich (największym miasteczkiem jest Törökszentmiklós – 21,7 tys. mieszkańców).